# Herbert Wingstrand
Karl Herbert Wingstrand, född 24 december 1917 i Norra Lundby församling, Skaraborgs län, död 1976, var en svensk läkare. 
Wingstrand, som var son till lantbrukare Arvid Johansson och Ester Wingstrand, avlade studentexamen i Skara 1939 samt blev medicine kandidat 1942 och medicine licentiat i Stockholm 1947. Han innehade olika läkarförordnanden 1946–1948, blev underläkare på Stockholms epidemisjukhus 1948, på Serafimerlasarettets medicinska klinik 1950, på Borås lasaretts medicinska avdelning 1951, biträdande överläkare där 1956 och överläkare på infektionskliniken där 1968. Han författade skrifter i invärtes medicin.